# Руський Шуй
Руський Шуй (рос. Русский Шуй, марій. Руш Шуй) — присілок у складі Новотор'яльського району Марій Ел, Росія. Входить до складу Пектубаєвського сільського поселення.

## Населення
Населення — 25 осіб (2010; 56 у 2002).
Національний склад (станом на 2002 рік):
- росіяни — 62 %
- марійці — 38 %